# Comté de Jackson (Tennessee)
Pour les articles homonymes, voir Jackson et Comté de Jackson.
Le comté de Jackson est un comté de l'État du Tennessee, aux États-Unis. Son siège est situé à Gainesboro et sa population était en 2000 de 10 984 habitants.